# Мезогнатизм

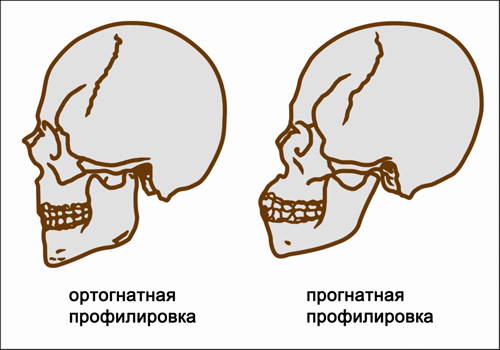
Варіанти профілювання обличчя (за Е. Н. Хрісанфовою та І. В. Перевозчиковим)

Мезогнатизм (від дав.-гр. μέσος «середній, проміжний» і γνάθος «щелепа») — середній ступінь виступу носової і альвеолярної частин обличчя, а також лиця в цілому у вертикальній площині. Є одним із варіантів вертикального профілювання обличчя, при якому розміщення лицьового скелета по відношенню до склепіння черепа визначається зображенням в профіль. Займає проміжне положення між ортогнатизмом (слабким рівнем виступу обличчя) та прогнатизмом (сильним ступенем випирання обличчя). Мезогнатизм, як і інші розміри та ознаки будови голови (і черепу), визначається за допомогою таких методів вимірювань, як кефалометрія і краніометрія. Лицьовий кут при мезогнатизмі складає від 80° до 84,9°.
Мезогнатизм поряд з ортогнатизмом і прогнатизмом належить до одних з основних антропологічних ознак в расознавстві, які характеризують раси першого порядку, або великі. Мезогнатизм характерний насамперед для представників проміжних і перехідних рас — ефіопській, полінезійській і південноіндійській, а також для виділених деякими антропологами у велику расу американоїдів. Крім цього, мезогнатизм зустрічається в деяких популяціях монголоїдної раси. Ортогнатизм характерний перш за все для європеоїдної раси і частково для монголоїдів. Прогнатизм переважно зустрічається у представників негроїдної і меланезійської рас. У австралоїдів профілювання обличчя різниться за популяціями від ортогнатистського до прогнатистського.